# Hooker (Oklahoma)
Hooker é uma cidade localizada no estado norte-americano de Oklahoma, no Condado de Texas.

## Demografia
Segundo o censo norte-americano de 2000, a sua população era de 1788 habitantes.
Em 2006, foi estimada uma população de 1733, um decréscimo de 55 (-3.1%).

## Geografia
De acordo com o United States Census Bureau tem uma área de
2,4 km², dos quais 2,4 km² cobertos por terra e 0,0 km² cobertos por água. Hooker localiza-se a aproximadamente 910 m acima do nível do mar.

## Localidades na vizinhança
O diagrama seguinte representa as localidades num raio de 36 km ao redor de Hooker.